# Golden Time
Golden Time (ゴールデンタイム, Gōruden Taimu, litt. « Âge d'or ») est une série de light novel écrite par Yuyuko Takemiya et illustrée par Ēji Komatsu. Elle est publiée entre septembre 2010 et mars 2014 par ASCII Media Works et compte onze tomes. Une adaptation en manga dessinée par Umechazuke est prépubliée dans le magazine Dengeki Daioh depuis septembre 2011 et sept tomes sont sortis en décembre 2014. Une adaptation en série télévisée d'animation produite par le studio J. C. Staff est diffusée entre octobre 2013 et mars 2014 sur MBS, Tokyo MX, CTC, tvk, TVS, TVA, BS11 et AT-X au Japon puis en streaming par Crunchyroll dans les pays francophones.

## Synopsis
À la suite d'un accident survenu juste après l'obtention de son diplôme, Tada Banri a perdu l'ensemble de ses souvenirs. Intégrant une université de droit, celui-ci se perd en route et fait la connaissance de Mitsuo, un de ses futurs camarades de classe cherchant lui aussi son chemin. Se liant rapidement d'amitié, Mitsuo avoue avoir choisi cette université afin de fuir son amie d'enfance qui le « harcèle » en permanence tout en se proclamant être sa future femme. À peine a-t-il fini d'énoncer ses motivations que la jeune fille en question nommée Kōko apparaît devant eux et lui annonce qu'où qu'il soit, elle restera près de lui. Se retrouvant au milieu de ce drôle de couple, Banri sympathisera rapidement avec Kōko et aura du mal à voir Mitsuo délaisser totalement cette dernière. Alors qu'il essaiera d'aider Koko à être plus sociable, son propre passé reviendra doucement en surface.

## Personnages
Banri Tada (多田 万里, Tada Banri)
Voix japonaise : Makoto Furukawa (en)
Le héros de la série. Banri est un étudiant de première année en droit dans une université privée de Tokyo. Sa ville natale se trouve dans la préfecture de Shizuoka et il vit maintenant seul dans un petit appartement tokyoïte. Le jour suivant sa remise de diplôme du lycée, Banri tombe d'un pont et perd alors ses souvenirs et souffre maintenant d'une grave amnésie rétrograde, incapable de se souvenir de ce qu'il s'est passée avant l'accident. Il manque ainsi l'examen d'entrée à la faculté et une année scolaire à cause de son hospitalisation. Il rencontre ensuite Kōko Kaga, l'amie d'enfance de son nouvel ami Mitsuo Yanagisawa, et finit par tomber amoureux d'elle. Banri est un personnage attendrissant, empathique et patient. C'est grâce à ces qualités que Koko, constamment rejetée par Mitsuo, va le considérer comme un ami avant de tomber amoureuse de lui.
L'esprit de Banri (万里の霊魂, Banri no reikon)
Il est comme l'âme errante de Tada Banri, sans corps et invisible de tous, qui se déclare comme mort à l'âge de 18 ans. Il possède tous les souvenirs d'enfance et d'adolescence de ce dernier d'avant l'accident. Il considère ce dernier comme un petit frère, restant auprès de lui, impassible malgré les sentiments qui éprouve pour Linda mais dont Tada Banri ne se souvient plus.
Kōko Kaga (加賀 香子, Kaga Kōko)
Voix japonaise : Yui Horie
Kōko est une étudiante de première année en droit à l'université de Banri. Elle est extrêmement populaire parmi les garçons mais a peu d'amis car les gens intimidés et effrayés de lui parler à cause de sa beauté. En apparence, elle est la femme parfaite. Depuis l'école primaire, elle est obsédée par Mitsuo, son amie d'enfance. À ce moment-là, elle avait promis d'épouser Mitsuo et, depuis lors, elle avait tout planifier pour que tout soit parfait. Après que Mitsuo lui ait enfin fait comprendre que ses sentiments ne sont pas réciproques, elle commence à passer plus de temps avec Banri, avant de tomber amoureuse de lui et à commencer à sortir ensemble. Malgré la personnalité excessive de Kōko, sa détermination attendrit Banri, qui prend sa défense auprès de Mitsuo. Koko est de taille moyenne, très mince, a les cheveux oranges/roux et les yeux bruns ambrés. Son style vestimentaire est très féminin, généralement composé de jupes ou de robes. Elle porte aussi généralement des boucles d'oreilles.
Linda (リンダ, Rinda) / Nana Hayashida (林田 奈々, Hayashida Nana)
Voix japonaise : Ai Kayano
Linda est une étudiante de deuxième année et membre du club des festivals dont Banri l'appelle « Linda-senpai » (リンダ先輩). Laissant de côté les détails, elle invite Banri et Kōko à rejoindre le club. Elle était en réalité la meilleure amie de Banri au lycée dont ce dernier en était amoureux. Bien qu'il n'ait aucun souvenir d'elle, elle était la raison pour laquelle il était sur le pont où il était tombé, attendant qu'elle rejette ou accepte son amour avec un « oui ou non ». Elle avait en fait toujours eu des sentiments pour Banri qui sont révélés lorsqu'elle l'a rencontré à l'extérieur de l'hôpital d'où il s'était échappé, tout en se sentant extrêmement coupable de son accident et de sa perte de mémoire. Elle lui a alors conseillé de recommencer sa vie ailleurs, à Tokyo comme elle, par exemple.
En fouillant dans ses vieilles affaires dont il ne sait plus rien, Banri découvre une photo de Linda et de lui datant du lycée. Il apprendra progressivement la vérité sur la relation qu'il entretenait avec son aînée, tandis que l'esprit de Banri ne laisse aucun doute sur l'importance de la jeune femme dans son cœur invisible. L'amitié renaissante entre Linda et Banri soulèvera beaucoup de questions auprès de leurs amis, notamment de Kōko lorsqu'elle découvre la photo, et de Mitsuo lorsqu'il tombe amoureux de Linda.
À la fin, la frontière entre le Banri réel et le Banri irréel est soulevée, permettant à Linda de donner sa réponse à l'esprit de Banri.
Mitsuo Yanagisawa (柳澤 光央, Yanagisawa Mitsuo)
Voix japonaise : Kaito Ishikawa
Étudiant en première année de droit comme Banri, Mitsuo devient le premier ami du héros à l'université alors qu'ils se sont tous les deux perdus dans le campus. Banri l'appelle « Yana-san » (ヤナっさん). Il est le centre d'attention de Kōko, qui s'inscrit dans les mêmes cours que lui alors qu'il l'évite à tout prix. Mitsuo est quelqu'un de discret et très compréhensif. Il se doutait d'ailleurs que Banri et Kōko tomberaient amoureux l'un de l'autre et accepte de fréquenter Kōko lorsqu'elle commence à sortir avec son ami.
Mitsuo, ou « Yana-san » comme l'appelle Banri, a d'abord les cheveux bleus très foncés avant de les teindre en blonds. Ce changement pourrait traduire une envie de plaire : après avoir été publiquement rejeté par Oka Chinami lors d'une fête, Mitsuo développe un intérêt amoureux pour Linda, d'un an son aîné. Il tente d'ailleurs de se rapprocher d'elle via les clubs de l'université en réalisant un documentaire sur le club des festivals pour son propre club, celui de cinéma.
Chinami Oka (岡 千波, Oka Chinami)
Voix japonaise : Ibuki Kido (ja)
Petite, adorable et populaire, Oka-chan devient rapidement amie avec Banri et Mitsuo. Elle rejette la confession de ce dernier puisqu'elle ne la considère pas une « vraie déclaration ». Elle regrettera amèrement sa réaction en réalisant son amour pour lui, alors que Mitsuo développe des sentiments amoureux pour Linda.
Oka-chan fait aussi partie du club de cinéma. Avec la « Okamera », elle immortalise les moments importants de tous, bons et mauvais, notamment du groupe d'amis auquel appartient 2D-kun, Mitsuo, Koko, Banri et elle. Lorsqu'elle apprend le passé de Banri, Oka-chan filme la vidéo d'adieu de ce dernier pour ses amis et sa petite-amie, dont il oubliera l'existence quand son « ancien lui » sera de retour, effaçant ainsi la personne qu'il est devenu depuis sa rentrée à l'université.
Nijigen (二次元, litt. « 2D ») / Takaya Satō (佐藤 隆哉, Satō Takaya)
Voix japonaise : Takahiro Hikami (ja)
Étudiant en première année de droit, il rencontre Banri à une « fête » du club de thé pour laquelle ils ont été enlevés par ce qu'il désigne comme « des sauvages », les filles dudit club. Ce sont elles qui lui attribuent le surnom de « 2D-kun » (二次元くん, Nijigen-kun) après qu'il admette son manque d'intérêt pour les filles réelles. Il gardera fièrement ce surnom pendant le reste de l'histoire.
En début d'année, 2D-kun et Kōko sont les premiers à apprendre que Banri est amnésique. 2D-kun se sentira alors responsable de la cohésion du groupe d'amis et ne laissera pas Banri les oublier si facilement.
Kosshii (コッシー, Kosshī)
Voix japonaise : Takayuki Kondō (ja)
Président du club des festivals, Kosshii est en troisième année. Il est très protecteur de Linda, attisant parfois la jalousie de Banri et de Mitsuo.
Nana (NANA先輩, Nana-senpai)
Voix japonaise : Satomi Satō
Voisine de Banri et amie de Linda, Nana est une grande fille gothique qui chante dans un groupe. Elle est en troisième année à l'université. Blasée en apparence, Nana est en réalité quelqu'un d'attentionnée et de loyale. Elle n'hésite cependant pas à mettre utiliser la violence verbale et physique quand elle la juge justifiée. Son apparence est similaire à celle d'un personnage de shōjo manga que Banri a lu pendant son hospitalisation.

## Light novel
La série de light novels est écrite par Yuyuko Takemiya avec des illustrations d'Ēji Komatsu. Le premier volume relié est publié le 10 septembre 2010 et le huitième et dernier le 8 mars 2014. Trois tomes spin-off sont également publiés entre juin 2012 et août 2013,,.

## Manga
L'adaptation en manga par Umechazuke est prépubliée dans le magazine Dengeki Daioh depuis septembre 2011. Le premier volume relié est publié le 27 mars 2012 et sept tomes sont commercialisés au 20 décembre 2014.

### Liste des volumes
| no | Japonais          | Japonais          |
| no | Date de sortie    | ISBN              |
| -- | ----------------- | ----------------- |
| 1  | 27 mars 2012      | 978-4-04-886494-7 |
| 2  | 27 septembre 2012 | 978-4-04-891022-4 |
| 3  | 27 mars 2013      | 978-4-04-891456-7 |
| 4  | 27 juillet 2013   | 978-4-04-891767-4 |
| 5  | 27 janvier 2014   | 978-4-04-866236-9 |
| 6  | 27 juin 2014      | 978-4-04-866704-3 |
| 7  | 20 décembre 2014  | 978-4-04-869130-7 |
| 8  | 27 juillet 2015   | 978-4-04-865218-6 |
| 9  | 27 septembre 2016 | 978-4-04-892372-9 |

## Anime
L'adaptation en série télévisée d'animation est annoncée en mars 2013. elle-ci est produite au sein du studio J. C. Staff avec une réalisation de Chiaki Kon, un scénario de Fumihiko Shimo et des compositions de Yukari Hashimoto. Elle est diffusée initialement du 3 octobre 2013 au 27 mars 2014. Dans les pays francophones, la série est diffusée en streaming par Crunchyroll.